# Station Batutabal
Batutabal is een spoorwegstation in Tanah Datar in de Indonesische provincie West-Sumatra.

## Bestemmingen
- Wisata Danau Singkarak: naar Station Padangpanjang en Station Sawahlunto